# Avengers: Doomsday
Avengers: Doomsday (bra: Vingadores: Doomsday) é um futuro filme de super-herói estadunidense baseado na equipe Vingadores, da Marvel Comics. Produzido pela Marvel Studios e pela AGBO, e distribuído pela Walt Disney Studios Motion Pictures, será o quinto filme dos Vingadores após Avengers: Endgame (2019) e o trigésimo nono filme do Universo Cinematográfico Marvel (MCU). Dirigido pelos Irmãos Russo e escrito por Michael Waldron e Stephen McFeely, o filme apresenta um ensemble cast, composto por Chris Hemsworth, Vanessa Kirby, Anthony Mackie, Sebastian Stan, Letitia Wright, Paul Rudd, Wyatt Russell, Tenoch Huerta Mejía, Ebon Moss-Bachrach, Simu Liu, Florence Pugh, Kelsey Grammer, Lewis Pullman, Danny Ramirez, Joseph Quinn, David Harbour, Winston Duke, Hannah John-Kamen, Tom Hiddleston, Patrick Stewart, Ian McKellen, Alan Cumming, Rebecca Romijn, James Marsden, Channing Tatum, Pedro Pascal e Robert Downey Jr.. No filme, os Vingadores, os Wakandanos, o Quarteto Fantástico, os Novos Vingadores e os X-Men se unem para enfrentar o Doutor Destino (Downey Jr.).
Dois novos filmes dos Vingadores, The Kang Dynasty e Secret Wars, foram anunciados em julho de 2022 como a conclusão da Fase Seis do MCU e da "Saga do Multiverso". Destin Daniel Cretton foi contratado para dirigir The Kang Dynasty e Jonathan Majors foi escalado para reprisar seu papel como o vilão Kang, o Conquistador. Jeff Loveness se juntou ao filme como roteirista em setembro. Em novembro de 2023, Cretton saiu, Waldron substituiu Loveness como roteirista e a Marvel estava considerando se afastar da história de Kang, em parte devido aos problemas legais de Majors; Majors foi demitido no mês seguinte. O retorno dos irmãos Russo como diretores e McFeely como roteirista, a escalação de Downey como o novo vilão Doutor Destino e o novo subtítulo Doomsday foram todos anunciados em julho de 2024. As filmagens ocorrerão de abril a agosto de 2025 no Pinewood Studios na Inglaterra, com um grande elenco composto principalmente por atores de produções anteriores do MCU e outros filmes da Marvel.
Avengers: Doomsday está programado para ser lançado nos Estados Unidos em 18 de dezembro de 2026, como parte da Fase Seis do MCU. A sequência do filme, Avengers: Secret Wars, está programada para ser lançada em 17 de dezembro de 2027.

## Sinopse
Quatorze meses após os eventos de Thunderbolts* (2025), os Vingadores, os Wakandanos, o Quarteto Fantástico, os Novos Vingadores e os X-Men "originais" se unem para enfrentar o Doutor Destino.

## Elenco
- Chris Hemsworth como Thor: Um Vingador e antigo rei de Asgard, baseado na divindade mitológica nórdica de mesmo nome.[4]
- Vanessa Kirby como Sue Storm / Mulher Invisível: Esposa de Reed, irmã de Johnny e integrante do Quarteto Fantástico que pode gerar campos de força e tornar a si mesma e aos outros invisíveis.[5]
- Anthony Mackie como Sam Wilson / Capitão América: Um Vingador e ex-paraquedista que foi treinado pelos militares em combate aéreo usando uma mochila de asas especialmente projetada.[6]
- Sebastian Stan como Bucky Barnes: Um supersoldado aprimorado com um braço cibernético que é o líder de fato dos Thunderbolts.[4]
- Letitia Wright como Shuri / Pantera Negra: A ex-princesa de Wakanda que projeta novas tecnologias para a nação e ganha habilidades sobre-humanas ao ingerir a erva em forma de coração.[4]
- Paul Rudd como Scott Lang / Homem-Formiga: Um Vingador e ex-criminoso de pequeno porte com um traje que lhe permite encolher ou crescer em escala enquanto aumenta sua força.[4]
- Wyatt Russell como John Walker / Agente Americano: Um supersoldado aprimorado e membro dos Thunderbolts.[4]
- Tenoch Huerta Mejía como Namor: O rei de Talokan e um poderoso mutante capaz de respirar tanto em terra quanto debaixo d'água.[4]
- Ebon Moss-Bachrach como Ben Grimm / O Coisa: O melhor amigo de Reed, um ex-astronauta e membro do Quarteto Fantástico cuja pele foi transformada em uma camada de rocha laranja, concedendo-lhe força e durabilidade sobre-humanas.[5]
- Simu Liu como Xu Shang-Chi: Um habilidoso artista marcial que foi treinado desde jovem por seu pai Wenwu para ser um assassino.[4]
- Florence Pugh como Yelena Belova: Uma integrante dos Thunderbolts que foi treinada na Sala Vermelha como uma assassina Viúva Negra.[4]
- Kelsey Grammer como Hank McCoy / Fera: Um mutante e membro dos X-Men de uma realidade alternativa que possui características físicas animalescas que incluem pelo azul, orelhas pontudas, presas e garras.[4]
- Lewis Pullman como Bob / Sentinela: Um indivíduo superpoderoso que sofre de amnésia.[4]
- Danny Ramirez como Joaquin Torres / Falcão: Um primeiro-tenente da Força Aérea dos EUA que assume o antigo manto de Falcão de Sam, usando uma mochila de asas semelhante.[4]
- Joseph Quinn como Johnny Storm / Tocha Humana: Irmão de Sue e membro do Quarteto Fantástico que pode se inflamar e controlar o fogo, além de voar.[5]
- David Harbour como Alexei Shostakov / Guardião Vermelho: Um membro dos Thunderbolts que é o supersoldado russo equivalente ao Capitão América e uma figura paterna para Yelena.[4]
- Winston Duke como M'Baku: Um poderoso guerreiro e líder da tribo das montanhas de Wakanda, os Jabari.[4]
- Hannah John-Kamen como Ava Starr / Fantasma: Uma integrante dos Thunderbolts que pode atravessar objetos.[4]
- Tom Hiddleston como Loki: O deus asgardiano das histórias, antigo deus da travessura e irmão adotivo de Thor, baseado na divindade mitológica nórdica de mesmo nome.[4]
- Patrick Stewart como Charles Xavier / Professor X: Um mutante telepático e fundador dos X-Men.[4]
- Ian McKellen como Erik Lehnsherr / Magneto: Um mutante poderoso que tem a habilidade de gerar e controlar campos magnéticos.[4]
- Alan Cumming como Kurt Wagner / Noturno:
Um mutante de pele azul e aparência demoníaca que tem a habilidade de se teletransportar.[4] Cumming disse que o processo de maquiagem do personagem foi reduzido para uma hora e meia em Doomsday, das quatro e meia a cinco horas que levava no filme X-Men 2 (2003), da 20th Century Fox, em grande parte porque as tatuagens do personagem não são mais aplicadas individualmente à mão.[7] Ele achou que trabalhar em Doomsday foi "curativo" depois da experiência ruim que teve trabalhando em X2.[8]
- Rebecca Romijn como Raven Darkhölme / Mística: Uma mutante de pele azul que é uma metamorfa.[4]
- James Marsden como Scott Summers / Ciclope: Um mutante e líder dos X-Men que tem a capacidade de emitir poderosos raios de energia óptica, controlados por um visor especial.[4]
- Channing Tatum como Remy LeBeau / Gambit: Um mutante com a habilidade de carregar objetos com energia cinética, fazendo-os explodir com o impacto.[4]
- Pedro Pascal como Reed Richards / Senhor Fantástico: Um cientista altamente inteligente e líder do Quarteto Fantástico que pode esticar qualquer parte do seu corpo a grandes distâncias.[5]
- Robert Downey Jr. como Victor von Doom / Doutor Destino:
O codiretor Joe Russo descreveu Destino como um personagem tridimensional e um dos personagens de quadrinhos mais complexos, e sentiu que Downey — que anteriormente estrelou como Tony Stark / Homem de Ferro no MCU — era a única pessoa que poderia assumir o papel.[9][10] Downey desenvolveu sua própria história de fundo para o personagem como referência para sua performance e também contribuiu com ideias de figurinos.[11]

Atores adicionais esperados para aparecer no filme são: Jeremy Renner como Clint Barton / Gavião Arqueiro, Benedict Cumberbatch como Dr. Stephen Strange, Tom Holland como Peter Parker / Homem-Aranha, Hayley Atwell como Peggy Carter, Benedict Wong como Wong, Mabel Cadena como Namora e Alex Livinalli como Attuma. Chris Evans que anteriormente interpretou Steve Rogers / Capitão América e uma variante de Johnny Storm / Tocha Humana em um universo alternativo no MCU, foi escalado em um papel não revelado. Há relatos conflitantes sobre se Ryan Reynolds reprisará seu papel como Wade Wilson / Deadpool no filme.

## Produção
Depois de dirigir os filmes Avengers: Infinity War (2018) e Avengers: Endgame (2019), Anthony e Joe Russo demonstraram interesse em dirigir um filme de Secret Wars baseado no crossover de histórias em quadrinhos de 1984–85 escrito por Jim Shooter e na história em quadrinhos de 2015–16 escrita por Jonathan Hickman. Os roteiristas de Infinity War e Endgame, Christopher Markus e Stephen McFeely, disseram que voltariam a escrever um filme assim se os irmãos Russo o estivessem dirigindo. Na San Diego Comic-Con em julho de 2022, a Marvel Studios anunciou Avengers: The Kang Dynasty, Feige anunciou os filmes Avengers: The Kang Dynasty e Avengers: Secret Wars, que seriam lançados em 2 de maio de 2025 e 7 de novembro de 2025, respectivamente. Eles estavam prontos para concluir a Fase Seis do MCU e completar "A Saga do Multiverso", que abrange as Fases Quatro, Cinco e Seis. The Kang Dynasty foi inspirado em uma história em quadrinhos de 2001–2002 escrita por Kurt Busiek na qual Kang, o Conquistador, viaja no tempo para escravizar a humanidade. Jonathan Majors foi escalado como Kang para vários projetos da Fase Quatro, e foi confirmado para estrelar os dois novos filmes dos Vingadores. Destin Daniel Cretton foi contratado para dirigir The Kang Dynasty, com Jeff Loveness escrevendo o roteiro, e Michael Waldron confirmado para escrever Secret Wars.
Após a prisão de Majors em março de 2023 e as subsequentes alegações de agressão, surgiram relatos e especulações sobre seu futuro no MCU. Loveness não estava mais envolvido no filme no início da greve do Writers Guild of America de 2023, em maio, supostamente porque ele estava intimamente associado à história de Kang e a Marvel estava se "afastando" disso. Em junho, as datas de lançamento de The Kang Dynasty e Secret Wars foram adiadas para 1º de maio de 2026 e 7 de maio de 2027, respectivamente, em parte devido aos roteiros não estarem prontos antes da greve. Cretton deixou o cargo de diretor de The Kang Dynasty em novembro de 2023, em parte devido a atrasos no cronograma, e Waldron foi escalado para reescrever o filme. No mês seguinte, Majors foi demitido pela Disney e pela Marvel Studios após ser considerado culpado de assédio e agressão imprudente em terceiro grau. O estúdio já havia começado a se referir à The Kang Dynasty internamente como Avengers 5 naquela época. Em fevereiro de 2024, tanto Avengers 5 quanto Secret Wars estavam sendo reescritos para minimizar o papel de Kang ou removê-lo completamente após a demissão de Majors.
Shawn Levy se tornou a principal escolha do estúdio para dirigir Avengers 5 em meados de março de 2024, depois de dirigir o filme Deadpool & Wolverine (2024), mas houve possíveis problemas de agendamento com seus outros projetos. Em maio daquele ano, a Marvel Studios contatou Robert Downey Jr. — que estrelou como Tony Stark / Homem de Ferro na "Saga do Infinito", cobrindo as Fases Um, Dois e Três do MCU — sobre retornar ao MCU para assumir o novo personagem Victor von Doom / Doutor Destino. Downey disse que só retornaria se os irmãos Russo também retornassem como diretores. Depois que McFeely abordou os Russos com uma ideia para os filmes que os entusiasmavam, eles iniciaram as negociações para dirigir Avengers 5 e Secret Wars em meados de julho. No final do mês, na SDCC, os Russos foram confirmados como diretores dos dois filmes. Eles revelaram que Avengers 5 agora se chamaria Avengers: Doomsday, e ambos os filmes teriam Downey como Doutor Destino. Os Russos estavam produzindo os filmes por meio de sua produtora AGBO, e McFeely assumiu como roteirista de ambos os filmes, trabalhando com Waldron. Em março de 2025, a Marvel anunciou 26 membros do elenco para o filme, além de Downey. Muitos desses atores retornaram de produções anteriores do MCU, enquanto alguns estavam reprisando seus papéis da série de filmes X-Men da 20th Century Fox. Downey, Marvel Studios e Feige sugeriram que haveria mais membros do elenco para revelar. Feige disse que Doomsday se concentraria nos Vingadores, Wakandanos, Quarteto Fantástico, Thunderbolts (revelado em Thunderbolts* (2025) como os Novos Vingadores sancionados pelo governo) e os X-Men "originais" se unindo para enfrentar Destino.
O designer de produção Gavin Bocquet e o diretor de fotografia Newton Thomas Sigel voltaram a trabalhar com os irmãos Russo após trabalharem na série de televisão Citadel (2023-presente). A figurinista Judianna Makovsky retornou de filmes anteriores do MCU. Os Russos disseram que Doomsday e Secret Wars seriam produzidos juntos de forma semelhante a Infinity War e Endgame, mas não seriam filmados em sequência como esses filmes. As filmagens principais de Doomsday começaram em 28 de abril de 2025, no Pinewood Studios em Buckinghamshire, Inglaterra, sob o título provisório Apple Pie 1. Em maio de 2025, a Disney adiou a data de lançamento para 18 de dezembro de 2026, para dar mais tempo para a conclusão da produção. As filmagens estavam ocorrendo no Bahrein no final do mês, e também ocorrerão no Windsor Great Park em junho e agosto. As filmagens devem durar aproximadamente seis meses. Jeffrey Ford está editando o filme depois de trabalhar em produções anteriores do MCU.

## Trilha sonora
Em abril de 2024, Alan Silvestri indicou que poderia compor a trilha para um futuro projeto do MCU, depois de trabalhar em Infinity War, Endgame e outros filmes do MCU. Em julho, ele foi confirmado como compositor de Doomsday e Secret Wars.

## Marketing
O subtítulo Doomsday, o retorno dos irmãos Russo e a escalação de Downey como Doutor Destino foram todos anunciados no painel da Marvel Studios na SDCC em julho de 2024. O anúncio envolveu várias pessoas vestidas de Destino aparecendo no palco, incluindo Downey, que tirou a máscara para revelar sua escalação ao público. Kat Bailey, do IGN, descreveu o anúncio da escalação como "uma das revelações mais dramáticas da história recente da Marvel" e relatou respostas mistas dos fãs, com alguns elogiando o retorno de Downey, enquanto outros acharam que foi uma atitude desesperada da Marvel Studios após o fraco desempenho de alguns projetos recentes do MCU. Charles Pulliam-Moore, do The Verge, viu a escalação como "uma aposta da Marvel de que pode reconquistar o público com outro grande evento cinematográfico construído em torno de uma pessoa cujo rosto e voz há muito se tornaram sinônimos do Homem de Ferro". Outros comentaristas também discutiram a escalação e as respostas mistas a ela, incluindo Collier Jennings, do Collider, que criticou a escalação de um ator não-cigano, considerando a herança do personagem nos quadrinhos. O anúncio levou a especulações sobre se Downey interpretaria uma variante de Tony Stark / Homem de Ferro de um universo alternativo ou se sua rescalação seria ignorada na história do filme.
Coincidindo com o início das filmagens em 26 de março de 2025, a Marvel transmitiu uma transmissão ao vivo de cinco horas nas redes sociais mostrando uma fileira de cadeiras de diretor com os nomes dos membros do elenco nelas. Uma nova cadeira era revelada aproximadamente a cada 12 minutos, acompanhada por uma música de um projeto anterior da Marvel. Depois de revelar 26 membros do elenco, a transmissão ao vivo terminou com uma aparição de Downey e uma interpretação do tema dos Vingadores de Silvestri. A transmissão ao vivo atraiu cerca de 100.000 espectadores simultâneos no YouTube, e um crescimento de audiência de hora em hora, para se tornar o evento de transmissão ao vivo multiplataforma mais assistido. Tornou-se o segundo vídeo mais popular no YouTube, com 275 milhões de visualizações nas primeiras 24 horas, superando transmissões ao vivo anteriores de estreias no tapete vermelho da Marvel. A transmissão ao vivo também acumulou 3,1 milhões de menções nas redes sociais, o que é cinco vezes maior que o "volume social" do primeiro trailer de Deadpool & Wolverine. Ele reuniu 55 termos de tendências distintos no X (antigo Twitter), com a hashtag "AvengersDoomsday" sendo o principal tópico de tendência no site por mais de sete horas. Vários memes da Internet também foram gerados com cada anúncio do elenco. Anthony D'Alessandro, do Deadline Hollywood, descreveu a façanha como um "evento cultural pop". Jordan Moreau e Brent Lang, da Variety, chamaram a transmissão ao vivo de "lenta" e a compararam à revelação da data de lançamento da sétima temporada de Game of Thrones em 2017, quando um bloco de gelo derreteu e revelou a data; ambas as acrobacias foram "ridicularizadas por seu ritmo". Austen Goslin, do Polygon, que estava preocupado com o grande elenco anunciado, descreveu a transmissão ao vivo como "extremamente lenta [mas] extremamente divertida". Ele gostava de conferir o stream para cada nova revelação e depois ver as respostas nas redes sociais. James Whitbrook, do Gizmodo, disse que o número de espectadores que a transmissão ao vivo teve "mostra a capacidade do estúdio de manter muito do domínio que ele teve na cultura pop nos últimos quase 20 anos". Com base nos membros do elenco anunciados na transmissão ao vivo, Devin Meenan, do /Film, acredita que o filme pode adaptar elementos do crossover de histórias em quadrinhos de 2012, "Vingadores vs. X-Men", escrito por Bendis, Matt Fraction, Jason Aaron, Ed Brubaker e Hickman. Ele também sentiu que elementos da série limitada Doomwar de 2010, escrita por Jonathan Maberry, poderiam ser incluídos. Essa história em quadrinhos retrata o Doutor Destino invadindo Wakanda e apresenta os X-Men.

## Lançamento
Avengers: Doomsday está programado para ser lançado nos cinemas dos Estados Unidos em 18 de dezembro de 2026. O lançamento estava previsto para 2 de maio de 2025, mas foi adiado para 1º de maio de 2026, em parte devido à Writers Guild of America de 2023, seguido por outro adiamento para o lançamento em dezembro de 2026 para dar mais tempo para a produção ser concluída. Fará parte da Fase Seis do MCU.

## Sequência
Uma sequência, intitulada Avengers: Secret Wars, está programada para ser lançada em 17 de dezembro de 2027. Também está sendo escrito por Waldron e McFeely, e dirigido pelos irmãos Russo. O filme concluirá a Fase Seis do MCU.